# Nebpou (grand prêtre de Ptah)
Nebpou est un grand prêtre de Ptah de Memphis sous le règne d'Amenemhat III de la XIIe dynastie. Il est le fils de Sehotepibrêânkh Nedjem et le petit-fils de Ouahet, qui le précédèrent tous deux dans cette même charge de grand pontife memphite.
Issu d'une lignée de grands prêtres, il prend pour épouse Kémi, princesse de sang royal, probablement une des filles de Sésostris III et a avec elle plusieurs enfants dont Ougaf qui régnera sur le pays au début de la XIIIe dynastie.

## Généalogie
Nebpou nous est notamment connu par un groupe statuaire trouvé à Memphis, actuellement conservé au Musée du Louvre, qui le représente paré de ses habits et insignes de grand prêtre en compagnie de son père sur sa droite et d'un troisième personnage sur sa gauche qui a disparu, probablement un de ses fils qui lui succède comme grand prêtre de Ptah,. 
Au niveau de la cassure de la statue, seule une partie de la ligne de hiéroglyphes de ce troisième personnage subsiste et permet de déchiffrer une partie du titre de grand prêtre de Ptah et la fin du nom de l'intéressé :
|  |

|  |

|  |

|  |

|  |

|  |

|  |

|  |

wr (...) hmwt (...) ḥtp-(ỉ)b-shry
Il a probablement succédé à son père soit sous le règne même d'Amenemhat III soit sous ceux de ses successeurs faisant ainsi du titre et de la fonction de grand prêtre une charge héréditaire. On notera cependant que Charles Maystre dans son étude sur les grands prêtres de Ptah, tout en confirmant cette dynastie de pontifes memphites, place entre Sehotepibrêânkh Nedjem et son fils Nebpou un autre grand prêtre nommé Senousertânkh ce qui atténuerait la transmission directe de la charge de père en fils.
De fait, et le groupe statuaire du Louvre en témoigne, une famille a bien occupé dans sous la XIIe dynastie cette fonction essentielle dans la hiérarchie de la cour.

## Carrière
Ce groupe statuaire livre les principaux titres de Nebpou, qui sont d'ailleurs hérités de ceux de son père. Ainsi on citera ceux de :
- Prêtre-sem, une charge religieuse caractéristique des pontifes memphites. À ce titre il était notamment chargé de l'ouverture de la bouche, rituel très important permettant aux statues divines, tout comme aux statues des rois et particuliers, ainsi qu'à leurs momies de recouvrer les cinq sens et ainsi de devenir le réceptacle de l'âme de l'individu auquel il était consacré ;
- grand des chefs des artisans, titre qualifiant la charge pontificale memphite. À la tête du clergé du dieu Ptah il était notamment chargé de l'exécution des principales commandes artistiques du pays ainsi que de superviser la construction des principaux monuments du règne dont la pyramide d'Amenemhat III ;
- trésorier du roi, ce qui fait de Nebpou le ministre des finances de la cour ;
- noble, titre honorifique à la fois hérité de son père et attribué au moment de son accession au pontificat memphite.

Ainsi Nebpou, assurant un héritage prestigieux à la tête d'un des clergés les plus puissants de l'époque, était l'un des principaux dignitaires du règne, le plaçant probablement avec le vizir et le grand intendant du palais dans le carré de tête des dignitaires qui assistaient quotidiennement Pharaon dans le gouvernement des Deux-Terres.

Groupe statuaire de Nebpou et de son père
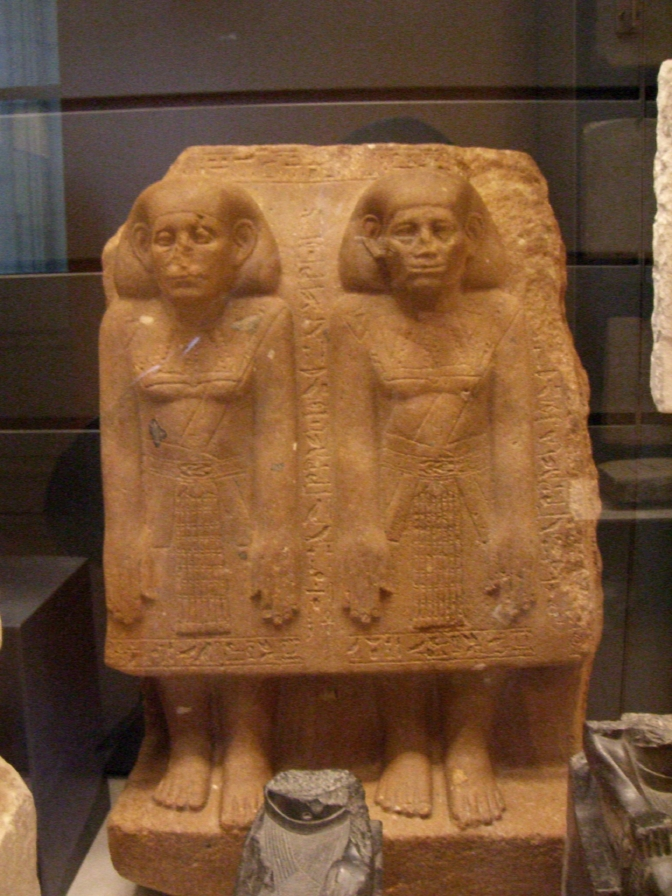
Nebpou et son père Sehotepibrêânkh Nedjem
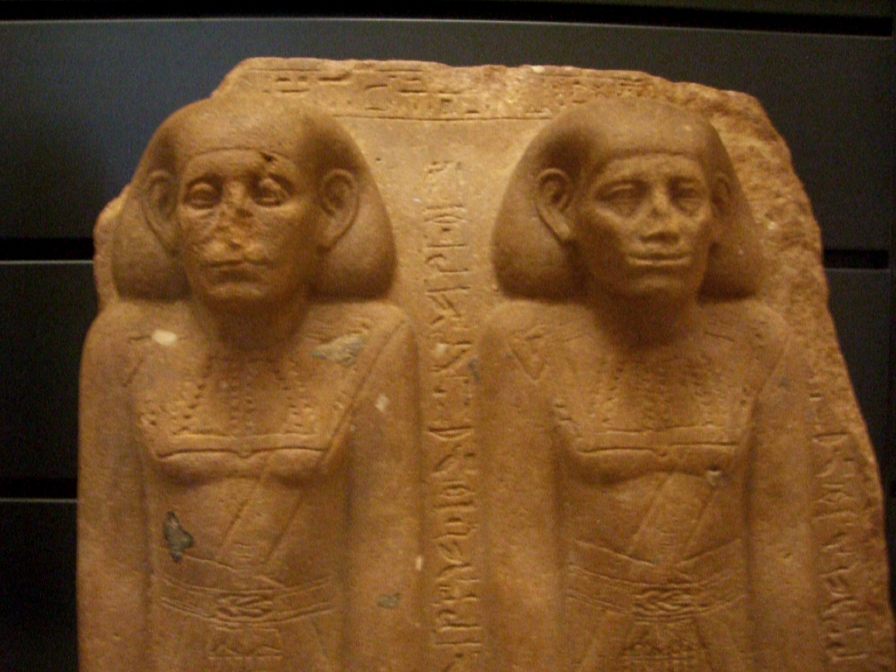
Détail du même groupe statuaire
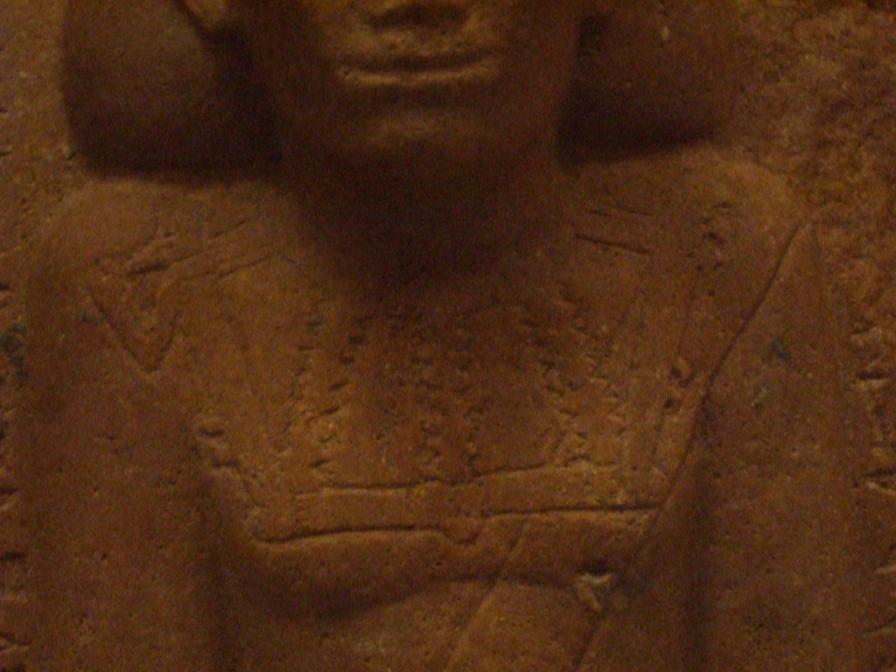
Détail du grand collier de grand prêtre de Ptah porté par Nebpou

## Sépulture
Le tombeau de Nebpou n'a pas été identifié à ce jour. 
Il pourrait être situé à Saqqarah où se trouvent la plupart des tombeaux des grands prêtres de Ptah, mais il faut plus probablement le rechercher près du tombeau d'Amenemhat III.
Comme ce dernier s'étant fait bâtir deux complexes pyramidaux différents à Dahchour près de Memphis et à Hawara près du Fayoum, ces deux sites sont possibles pour situer la nécropole des nobles de la cour qui à cette époque souhaitaient se faire inhumer au plus proche de leur souverain et maître.